# Стал (Мелец)
Стал (на полски: Fabryczny Klub Sportowy Stal Mielec) , познат още като Стал Мелец, е полски футболен клуб от град Мелец, Полша. 

## История
Отборът е образуван, като една от двете секции на спортен клуб ПЗЛ „Мелец“ през 1939 г. Първите изиграни мачове са с местни отбори. Но с избухването на Втората световна война клубът престава да съществува. През 1976 г. отборът играе финал за купата на Полша, който губи от „Шльонск (Вроцлав)“ с 0:2.
Клубът участва пет пъти в евротурнирите. Най-големият си успех постига в Купата на УЕФА през сезон 1975/76, където губи 1/4 финала с общ резултат губи от немския Хамбургер (1:1 и 0:1). Голмайсторът на клуба е известният Гжегож Лато, който играе за „Стал“ в продължение на 18 сезона и отбеляза общо 138 гола за клуба.  
Домакинските си срещи играе на стадион „Градски стадион“ в Мелец с капацитет 7 000 зрители. Двукратен шампион на Полша (1972/73, 1975/76).

## Предишни имена
Радомска спортна асоциация
| Години      | Име |
| ----------- | --- |
| 1939 – 1946 | „КС (Спортен клуб) ПЗЛ Мелец“ Klub Sportowy PZL Mielec                                                                                   |
| 1946 – 1948 | РКС (Работнически спортен клуб) ПЗЛ „Зрив“ Robotniczy Klub Sportowy PZL Zryw Mielec                                                      |
| 1948 – 1949 | „ЗКСМ (Спортен клуб на Асоциацията на металурзите) ПЗЛ Мелец“ Związkowy Klub Sportowy Metalowców PZL Mielec                              |
| 1949-50     | ЗКС „Стал Мелец“ Związkowy Klub Sportowy Stal Mielec                                                                                     |
| 1950 – 1957 | „Стоманено спортно колело във фабриката за транспортно оборудване Мелец“ Koło Sportowe Stal przy Wytwórni Sprzętu Komunikacyjnego Mielec |
| 1957 – 1977 | ФКС (Заводски спортен клуб) „Стал Мелец“ Fabryczny Klub Sportowy Stal Mielec                                                             |
| 1977 – 1995 | ФКС (Заводски спортен клуб) „ПЗЛ Стал Мелец“ Fabryczny Klub Sportowy PZL Stal Mielec                                                     |
| 1995 – 1997 | АСПН (Автономна футболна секция) „ФКС ПЗЛ Стал Мелец“ Autonomiczna Sekcja Piłki Nożnej FKS PZL Stal Mielec                               |
| 1997 – 1998 | МКС (Футболен клуб) „Стал“ Мелец Mielecki Klub Piłkarski Stal Mielec                                                                     |
| 1998 - 1999 | МКП (Футболен клуб) „Лобо Стал“ Мелец Mielecki Klub Piłkarski Lobo Stal Mielec                                                           |
| 1999 – 2002 | МКС (Футболен клуб) „Стал“ Мелец Mielecki Klub Piłkarski Stal Mielec                                                                     |
| 2002 – 2003 | СК (Спортен клуб) „Стал“ Мелец Klub Sportowy Stal Mielec                                                                                 |
| 2003 – 2018 | КС (Спортен клуб) „ФКС Стал“ Мелец Klub Sportowy FKS Stal Mielec                                                                         |
| от 2018     | ПГЕ „ФКС Стал“ Мелец PGE FKS Stal Mielec                                                                                                 |

## Успехи
- Екстракласа:
  -  Шампион (2): 1972/73, 1975/76
  -  Вицешампион (1): 1974/75
  -  Бронзов медал (4): 1973/74, 1978/79, 1981/82, 1983/84
- Купа на Полша:
  -  Финалист (1): 1975/76
- I Лига:
  -  Шампион (4): 1960, 1984/85, 1987/88, 2019/20
- II Лига:
  -  Шампион (1): 2015/16

### Европейски турнири
- Интертото:
  -  Носител (1): 1971
- Купа на УЕФА:
  - 1/4 финалист (1): 1975/76

## Европейски турнири
- Гжегож Лато (1966-1980)
- Хенрик Касперчак (1965-1966, 1968-1978)

## Български футболисти
- Васил Панайотов: 2017 (15 мача - 0 гола)
- Момчил Цветанов: 2017/18 (3 мача - 0 гола)
- Ангел Грънчов: 2007/18 (5 мача - 0 гола)
- Божидар Чорбаджийски: 2020/22 (42 мача - 1 гол)
- Александър Колев: 2021/22 (22 мача - 3 гола)